# Live in Europe
A Transatlantic nevű szupergroup második koncertalbuma, melyet az InsideOut Music által adtak ki 2001-ben. A kiadvány két lemezből áll, melyek egy holland bulin kerültek felvételre.

## A zene
A koncertlemez első érdekessége, hogy szerepel rajta egy vendégzenész, a Pain of Salvation tagja, Daniel Gildenlöw. A korongokon a SMPT:e és a Bridge Across Forever számai közül csak három nincs rajta.

## Számok listája
Első lemez
1. Duel With The Devil – 26:00
2. My New World – 16:20
3. We All Need Some Light – 6:41
4. Suite Charlotte Pike Medley – 30:55

Második lemez
1. Stranger In Your Soul – 30:36
2. All Of The Above – 30:19

## Közreműködő zenészek
- Neal Morse – billentyűs hangszerek, ének
- Roine Stolt – gitár, ének
- Mike Portnoy – dob
- Pete Trewavas – basszusgitár
- Daniel Gildenlöw – billentyűs hangszerek, gitár, ütőhangszerek